# Coriorretinitis
La coriorretinitis es una enfermedad ocular que se caracteriza por la inflamación de la coroides y la retina. La coroides es una fina capa vascular de la pared del ojo y la retina es la región donde se encuentran las células sensibles a la luz que son los conos y los bastones.

## Causas
La coriorretinitis es causada con frecuencia por diferentes procesos infecciosos, como la toxoplasmosis y  el citomegalovirus.
Afecta principalmente a jóvenes y pacientes inmunodeprimidos por presentar sida (síndrome de inmunodeficiencia adquirida) o encontrarse en tratamiento inmunosupresor.
La toxoplasmosis congénita es aquella provocada por transmisión de la infección de la madre al feto a través de la placenta en el transcurso de la gestación y produce secuelas tales como coriorretinitis, hidrocefalia y calcificaciones cerebrales. Otras causas de coriorretinitis son la sífilis y la oncocercosis.

## Cuadro clínico
Los síntomas más frecuentes son la presencia de visión borrosa, defectos en el campo visual (escotomas) y miodesopsias.

## Tratamiento
El tratamiento es muy variable, dependiendo de la causa. Es frecuente la utilización de corticoides y antibióticos. Si existe alguna patología secundaria asociada, se debe iniciar su tratamiento también.